# Palmiste marron
Hyophorbe verschaffeltii
Espèce
Statut de conservation UICN

 CR C2a : 
En danger critique
Le Palmiste marron (Hyophorbe verschaffeltii) est une espèce de  plantes à fleurs, de la famille des Arecaceae. C'est un palmier endémique de Rodrigues. Décrite par le botaniste allemand Hermann Wendland en 1866, elle a été déclarée en danger d'extinction par l'UICN en 1998.

## Dénominations
- Nom scientifique valide : Hyophorbe verschaffeltii  H. Wendl.[2]
- Nom vulgaire (vulgarisation scientifique) recommandé ou typique en français : Palmiste marron[1]
- Noms vernaculaires (langage courant), pouvant désigner éventuellement d'autres espèces : Palmier fusain[3], palmier bouteille ou arbre bouteille[4].

## Description

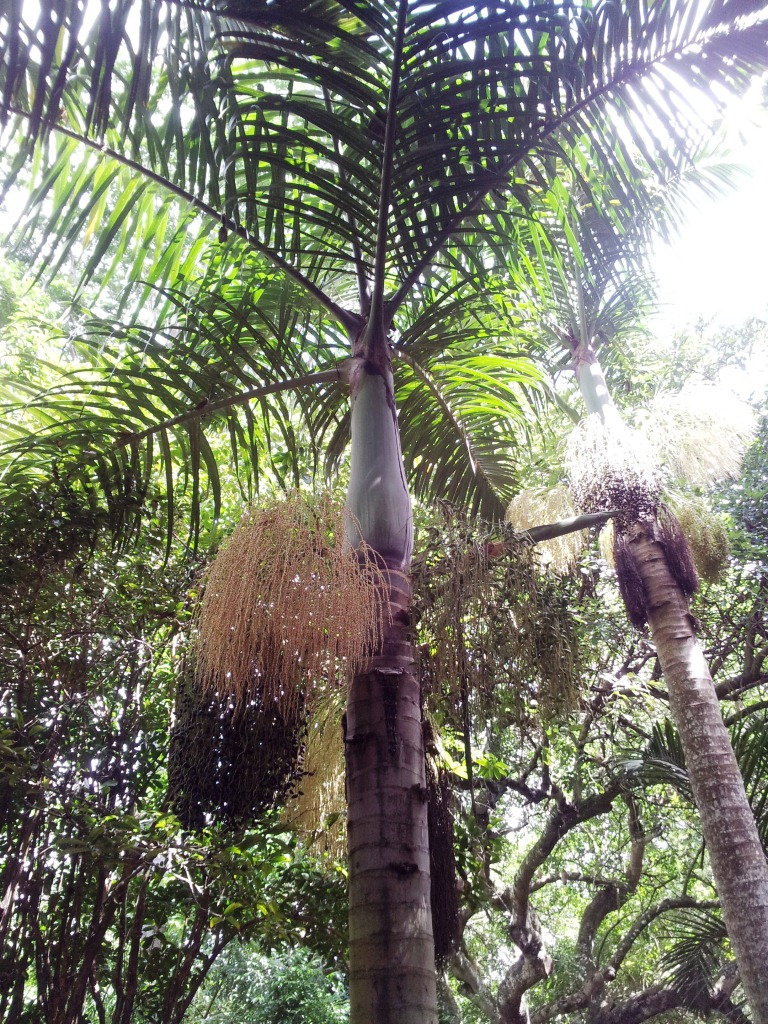
Palmiste marron portant fleurs et fruits.

## Répartition et habitat
Il est endémique de l'île Rodrigues (république de Maurice). 
Il est menacé par la destruction de son environnement  et il ne reste qu'une cinquantaine de sujets à l'état sauvage, mais il est cultivé à l'état ornemental dans différents endroits tropicaux ou semi-tropicaux de la planète. Il ne supporte pas les températures en dessous de 0 °C.

## Classification
Il a été nommé ainsi par le botaniste allemand Hermann Wendland en l'honneur d'Ambroise Verschaffelt.